# Referéndum de independencia de Lituania de 1991
El referéndum de independencia de Lituania de 1991 fue un referéndum que tuvo lugar en la República Socialista Soviética de Lituania el 9 de febrero de 1991. Fue aprobado con el 93.2% de los votos. El número de votantes que votaron por el sí fue el 76.5% de todos los votantes registrados, excediendo el límite del 50%. La independencia había sido declarada el 11 de marzo de 1990, y fue efectiva en agosto de 1991.
La independencia de la República de Lituania fue reconocida por Estados Unidos el 2 de septiembre de 1991. El 6 de septiembre la Unión Soviética hizo lo mismo.

## Resultados
| Alternativa                           | Votos     | %    |
| ------------------------------------- | --------- | ---- |
| A favor                               | 2,028,339 | 93.2 |
| En contra                             | 147,040   | 6.8  |
| Votos inválidos/en blanco             | 72,431    | –    |
| Total                                 | 2,247,810 | 100  |
| Participación de votantes registrados | 2,652,738 | 84.7 |
| Fuente: Nohlen & Stöver               |           |      |